# Grand Army of the Republic Memorial Hall (Ironton)
El Grand Army of the Republic Memorial Hall (Gran Salón Conmemorativo del Ejército de la República), construido en 1892, es un edificio histórico ubicado en 401 Railroad Street en Ironton, una ciudad del estado de Ohio (Estados Unidos). 

## Historia
Diseñado por el arquitecto de Ohio Joseph W. Yost en el estilo arquitectónico Románico richardsoniano, fue construido para servir como un monumento al Gran Ejército de la República y la sala de reuniones de Dick Lambert Post No. 165 de GAR. Más tarde sirvió como sala de reuniones del ahora desaparecido Post No. 59 de la Legión Estadounidense, así como el Ayuntamiento de Ironton. Tras ser abandonado por la ciudad, el Post No. 433 restauró el monumento. El 19 de septiembre de 2012 fue incluido al Registro Nacional de Lugares Históricos. Fue demolido en 2014.